# 岡崎友紀
岡崎 友紀（おかざき ゆき、本名：非公表、1953年〈昭和28年〉7月31日 - ）は、日本の女優、歌手。身長159cm（1972年3月）。

## 経歴
東京都千代田区出身。千代田区立富士見小学校出身。母子家庭で、母親はNHKの満州放送局に勤務していたことがあり、当時NHKアナウンサーだった森繁久彌とは同僚で家族ぐるみの付き合いだった。4歳の時からモダンバレエ、6歳からクラシックバレエを習い始め、小学生の時に母親の勧めで、月謝が安かったという東宝芸能学校の児童科に入学。
1961年、8歳の時に宮城まり子主演の『そばかすまり子の恋物語』（新宿コマスタジアム）で初舞台を踏む。それ以降子役として舞台やテレビに出演し始め、舞台では、『王様と私』（1965年）『屋根の上のバイオリン弾き』（1967年）などのブロードウェイミュージカルの日本初演に起用される。またテレビでは、1966年に「昭和40年度NHK新人タレント」としてNHKのドラマ『太陽の丘』に初出演（主演の森繁とは初共演）すると、1968年にはNHK大阪制作の『あねいもうと』に妹「とし子」役で主演（姉役は西尾三枝子）し、全国的な知名度を獲得した。『あねいもうと』は月～金曜日の夕方放映の1年間の連続ドラマだったことから、その間は母親とともに大阪に1年転居し、大阪女学院中学校に通っていた。なおその後、麹町学園女子高等学校、日本大学藝術学部に進学したが大学は中退している。
翌1969年にはさらに活躍の場を広げ、多くのドラマやバラエティ番組に進出。TBS「ヤング720」、NHK「おたのしみグランドホール（共同司会は生方恵一）」などの人気番組の司会をつとめ、バラエティ番組の金字塔と言われたNTV「巨泉・前武ゲバゲバ90分!」にもレギュラー出演、1970年3月には『しあわせの涙』で歌手デビューも果たした。とりわけ1970年9月よりTBS系で放送された、高校教師と女生徒との秘密の結婚による騒動を描き大ヒットした学園ラブコメディ『おくさまは18歳』（最高視聴率33.1%）でキュートなコメディエンヌとしての魅力が開花し、1970年代前半から中盤にかけて国民的アイドルとして人気を博した。
当時人気のバロメータだったマルベル堂のプロマイド（ブロマイド）の売り上げが46ヶ月連続首位を記録
、また日本において「アイドル」の概念が今日のように「身近で可愛い芸能人」を意味するようになったのも、1960年代後半から人気が出た同学年の吉沢京子と岡崎の時代からであるとされる。
『おくさまは18歳』の大ヒットにより、『なんたって18歳!』『ママはライバル』など一連の「岡崎友紀18歳シリーズ（ライトコメディシリーズ）」が制作され、人気シリーズとなった。さらに作詞の才にも恵まれ、18歳シリーズの主題歌を始め多くの曲を「岡崎友紀」または『おくさまは18歳』の役名「高木飛鳥」のペンネームで作詞している。さらに1972年に、筒美京平作曲の『私は忘れない』がロング・ヒットとなった。80年代初頭にもYUKI名義で『ドゥー・ユー・リメンバー・ミー』（加藤和彦作曲）をヒットさせている。
ソニー共同創業者盛田昭夫の長男盛田英夫と1978年に結婚。その後、1981年に離婚。
1986年にミュージシャンの岩倉健二と再婚したが、2005年に離婚。
1991年には倒産したタレント養成所の生徒を引き受け、劇団「NEWS」を結成し、2000年にかけて若手俳優の指導育成に当たる。自ら脚本・演出・振り付けを手掛けた定期公演の舞台は、環境問題をテーマにしたメッセージ性の強い大胆な内容で、毎日新聞、読売新聞等の社会面で取り上げられ話題を呼んだ。
その後もタレント・舞台女優として精力的に活動している。また「岡崎友狸（ゆうり）」の雅号を持つ書道師範でもあり、環境保護活動にも積極的に取り組んでいる。過去に「エルザ自然保護会」副会長、「日本パンダ保護協会」評議員、現在「地球こどもクラブ」理事などの重役も担う。
アイドル時代は熱烈な「スヌーピー」ファンとしても知られ、スヌーピーの縫いぐるみを肌身離さず持ち歩いていた。最近の趣味は写真・ホエールウオッチング・プロ野球観戦等。また昔から大の動物好き、旅行好きである。
2010年7月に行われた第22回参議院議員通常選挙で民主党から非拘束名簿式比例代表制でタレント議員候補として出馬したが落選した。
2018年1月1日から「一般社団法人 日本トラウムハイム協会」の理事に就任。
2023年12月10日、都内のライブハウスで70歳記念のスーパープレミアムライブを開催。人工股関節の手術も受けたことを明らかにした。

## 出演

### 舞台
- 1961年 ミュージカル「ピーターパン」（東宝芸能学校公演）
- 1963年 「そばかすまり子の恋物語」本格的デビュー
- 1964年 ミュージカル「アニーよ銃をとれ」 - ジェッシー 役（日本版オリジナルキャスト）
- 1965年 ミュージカル「王様と私」 - チュラロンコン皇太子 役（日本版オリジナルキャスト）
- 1967年 ミュージカル「屋根の上のバイオリン弾き」 - 五女ビルケ 役（日本版オリジナルキャスト）
- 1973年 ミュージカル「私は月から来た娘」 - 主演
- 1974年 ミュージカル「あしながおじさん」 - 主演
- 1974年12月7日　岡崎友紀マイコンサート（音楽監督:宮川泰、深町純）
- 1975年 「ビルマの竪琴」
- 1975年 ミュージカル「サウンド・オブ・ミュージック」 - 長女リーズル 役
- 1976年 ミュージカル「ザ・ウィズ オズの魔法使い」 - 主演
- 1977年 ミュージカル「魔女はロックがお好き」 - 主演
- 1977年 「じょっぱり」 - 主演
- 1978年 「風見鶏」（NHK連続テレビ小説の舞台化） - 主演
- 1978年 「坊ちゃん」 - マドンナ 役
- 1978年12月 岡崎友紀ドラマチックショー
- 1979年 ミュージカル「王様と私」 - タプチム 役
- 1980年 ミュージカル「屋根の上のバイオリン弾き」 - 次女ホーデル 役
- 1981年 「海鳴りやまず」
- 1984年 ミュージカル「リトル・ショップ・オブ・ホラーズ」 - オードリー 役
- 1985年 ミュージカル「キス・ミー・ケイト」 - ロイス 役
- 1985年 ミュージカル「ラ・ボエーム'85 原宿物語」 - ナッコ 役
- 1987年 「ボーイング・ボーイング」 - ジャクリーヌ 役
- 1987年  少年隊ミュージカル PLAYZONE’87 「TIME-19」 - 女のポリス隊長 役、夜の女王 役
- 1989年 「夢千代日記」
- 1997年 ミュージカル「モンスターネットカフェ」
- 1999年 ミュージカル「夢があるから!」 - 主演
- 2001年 ミュージカル「眠れる森の美女」

他多数。

### テレビドラマ
- 1966-67年 NHK総合「太陽の丘」 - テレビドラマ初出演
- 1968-69年 NHK総合「あねいもうと」 - テレビドラマ初主演
- 1969年 TBS「胡椒息子」
- 1969年5月26日 NTV「ひげとたんぽぽ」第7回 - 桂井ユリ（美容室の店員）役
- 1969年7月7日 NTV「炎の青春」 -第9話「愛のボールをブッ飛ばせ!」 - 中谷杏子（バスケットボール部員） 役
- 1969年 NET「帰って来た用心棒」第36話「京洛慕情」
- 1969-70年 CX「お嫁さん・第7シリーズ」
- 1970年 NHK総合「樅ノ木は残った」
- 1970年 TBS 木下恵介アワー「あしたからの恋」
- 1970-71年 TBS「おくさまは18歳」 - 主演
- 1970年 ABC「お荷物小荷物」
- 1971年 TBS「テレビはこれだ!ドラマが3つも」
- 1971-72年 TBS「なんたって18歳!」 - 主演
- 1972年 NTV「3丁目4番地」 - 木下雪子 役
- 1972年 NTV「だから大好き!」 - 主演
- 1972年 NTV「小さな恋のものがたり」 - 主演
- 1972-73年 TBS「ママはライバル」 - 主演
- 1972年 TBS「アイアンキング」第9話「弦太郎危機一髪! 」
- 1973年 CX「銭形平次」 - ゲスト 
  - 第387話「私の好きな平次親分」（1973年） - おすみ 役
  - 第452話「晴姿女岡っ引き」（1975年） - お駒 役
  - 第606話「紀州の子守唄」（1979年） - おしま 役
  - 第842話「恐怖の江戸見物」（1983年） - 雪姫 役
- 1973年 CX「お嫁さんに決めた!」 - 主演
- 1973年 NET 女・その愛のシリーズ「野菊の墓」 - 主演
- 1973-74年 TBS「ラブラブ・ライバル」 - 主演
- 1974年 TBS「隠密剣士 突っ走れ!」第8話「爆弾人間を倒す信太郎」
- 1974年 TBS「ニセモノご両親」 - 主演
- 1975年 YTV「野わけ」
- 1975年 NET「徳川三国志」 - お万の方役
- 1976年 NET「遠山の金さん」
  - 第22話「恐怖の縄を解け‼」 - おりつ 役
  - 第33－54話 - おすみ（永沢寿美） 役
- 1976-77年 THK「あかんたれ」
- 1978年 THK「続あかんたれ」
- 1979年 TBS「熱愛一家・LOVE」
- 1979-82年 ANB「長七郎天下ご免!」
- 1981年 NHK総合 銀河テレビ小説「復活」
- 1982年 CX 同心暁蘭之介 第37話「お姫様がいっぱい」
- 1982年 NTV 火曜サスペンス劇場「ある青春の挽歌」
- 1983年 TBS 「水戸黄門 第13部」第22話「復讐!化け猫騒動・佐賀」 - お縫役
- 1992年 CX「アルファベット2/3」
- 2015年 TBSチャンネル「ジゴロinシェアハウス」 - 小原さつき 役

他多数。

### 映画
- 1970年 日活「喜劇 女もつらいわ」
- 1971年 東宝「おくさまは18才 新婚教室」 - 主演
- 1972年 松竹「初笑いびっくり武士道」
- 1976年 東宝「おしゃれ大作戦」

### バラエティ番組・音楽番組・教養番組
- 1969年 NHK「おたのしみグランドホール」司会
- 1969年 TBS「ヤング720」司会
- 1970年 NET「9時のビッグヒット」司会
- 1970-71年 NTV「巨泉・前武ゲバゲバ90分!」
- 1971-72年 NTV「ゲバゲバ一座のちょんまげ90分!」
- 1973年 NTV「ほんものは誰だ!」
- 1974-79年 NTV「NTV紅白歌のベストテン」司会
- 1974-78年 NTV「カリキュラマシーン」
- 1979年 東京12チャンネル 「ドラフトクイズ」
- 2019年 BSフジ「クイズ!脳ベルSHOW」

### ラジオ番組
- 「歌謡大行進」（1975年4月 - 1976年9月、文化放送） - 水曜パーソナリティー
- アドベンチャーロード　ラジオドラマ「サテンのマーメイド」（1988年5月23日 - 6月3日、NHK-FM）
- FMシアター　ラジオドラマ「その後の断腸亭日乗～津軽放浪」（2000年12月16日、NHK-FM）[13]
- FMシアター　ラジオドラマ「その後の断腸亭日乗～佐渡情話編」（2001年6月16日、NHK-FM）[14]

### CM
- 1970年-72年 雪印乳業「ヨグール」
- 1971年-72年 マルちゃん
- 1971年-72年 株式会社文理「ニューフロンティア」
- 1974年-76年 お菓子のコトブキ
- プロポーションアカデミー
- サンヨー
- Brother

## ディスコグラフィ

### シングル
| ＃                   | 発売日         | 規格品番   | オリコン 最高位 | 面               | タイトル                         | 作詞                    | 作曲               | 編曲         | 備考                                         |
| -------------------- | -------------- | ---------- | --------------- | ---------------- | -------------------------------- | ----------------------- | ------------------ | ------------ | -------------------------------------------- |
| 東芝音楽工業         |                |            |                 |                  |                                  |                         |                    |              |                                              |
| 1                    | 1970年3月5日   | TP-2257    | 35              | A                | しあわせの涙                     | 後藤やす子 タマイ・チコ | 中洲朗             | 森岡賢一郎   |                                              |
| 1                    | 1970年3月5日   | TP-2257    | 35              | B                | 天使の祈り                       | タマイ・チコ            | 中洲朗             | 森岡賢一郎   |                                              |
| 2                    | 1970年7月5日   | TP-2301    | 54              | A                | 花びらの涙                       | タマイチコ              | 中洲朗             | 森岡賢一郎   |                                              |
| 2                    | 1970年7月5日   | TP-2301    | 54              | B                | 海辺の町                         | タマイチコ              | 中洲朗             | 森岡賢一郎   |                                              |
| 3                    | 1970年11月5日  | TP-2358    | -               | A                | おくさまは18才                   | 岡崎友紀                | 長沢口一           | 荒木圭男     | TBSドラマ「おくさまは18才」主題歌。          |
| 3                    | 1970年11月5日  | TP-2358    | -               | B                | 小さなお城                       | 岡崎友紀                | T.パインフィールド | 大沢保郎     | TBSドラマ「おくさまは18才」挿入歌。          |
| 4                    | 1970年12月7日  | TP-2354    | 92              | A                | 鳩時計は唄わない                 | 山上路夫                | 川口真             | 川口真       |                                              |
| 4                    | 1970年12月7日  | TP-2354    | 92              | B                | 恋は知らない                     | 山上路夫                | 川口真             | 川口真       |                                              |
| 5                    | 1971年6月5日   | TP-2465    | 83              | A                | 雲と渚と青い海                   | なかにし礼              | 長沢ロー           | 森岡賢一郎   |                                              |
| 5                    | 1971年6月5日   | TP-2465    | 83              | B                | 恋愛ごっこ                       | なかにし礼              | 長沢ロー           | 森岡賢一郎   |                                              |
| 6                    | 1971年10月5日  | TP-2540    | 99              | A                | 天使はこうして生まれるの         | 橋本淳                  | 筒美京平           | 筒美京平     |                                              |
| 6                    | 1971年10月5日  | TP-2540    | 99              | B                | 絵はがき                         | 橋本淳                  | 筒美京平           | 筒美京平     |                                              |
| 7                    | 1971年11月5日  | TP-2563    | -               | A                | なんたって18歳！                 | 高木飛鳥                | 菊池俊輔           | 菊池俊輔     | TBSドラマ「なんたって18歳！」主題歌。        |
| 7                    | 1971年11月5日  | TP-2563    | -               | B                | バスに乗って                     | 高木飛鳥                | 菊池俊輔           | 菊池俊輔     | TBSドラマ「なんたって18歳！」挿入歌。        |
| 8                    | 1972年4月25日  | TP-2661    | 100             | A                | ファースト・ラブ                 | 有馬三恵子              | 鈴木邦彦           | 鈴木邦彦     | 日本テレビ「だから大好き！」主題歌。         |
| 8                    | 1972年4月25日  | TP-2661    | 100             | B                | 青春の日に                       | 有馬三恵子              | 鈴木邦彦           | 鈴木邦彦     | 日本テレビ「だから大好き！」挿入歌。         |
| 9                    | 1972年5月25日  | TP-2672    | 84              | A                | 黄色い船                         | 橋本淳                  | 筒美京平           | 筒美京平     |                                              |
| 9                    | 1972年5月25日  | TP-2672    | 84              | B                | 恋愛時代                         | 橋本淳                  | 筒美京平           | 筒美京平     |                                              |
| 10                   | 1972年10月5日  | TP-2742    | 21              | A                | 私は忘れない                     | 橋本淳                  | 筒美京平           | 筒美京平     |                                              |
| 10                   | 1972年10月5日  | TP-2742    | 21              | B                | 年頃かしら                       | 橋本淳                  | 筒美京平           | 筒美京平     |                                              |
| 11                   | 1972年11月20日 | TP-2765    | -               | A                | ママはライバル                   | 橋本淳                  | 筒美京平           | 筒美京平     | TBSテレビドラマ「ママはライバル」主題歌。    |
| 11                   | 1972年11月20日 | TP-2765    | -               | B                | ふれあい                         | 橋本淳                  | 筒美京平           | 筒美京平     | TBSテレビドラマ「ママはライバル」挿入歌。    |
| 12                   | 1973年3月20日  | TP-2818    | 48              | A                | さよならなんて云わないで         | 橋本淳                  | 筒美京平           | 筒美京平     |                                              |
| 12                   | 1973年3月20日  | TP-2818    | 48              | B                | 春の目覚め                       | 橋本淳                  | 筒美京平           | 筒美京平     |                                              |
| 13                   | 1973年7月20日  | TP-2884    | 32              | A                | 白い船で行きたいな               | 山口あかり              | 平尾昌晃           | 竜崎孝路     |                                              |
| 13                   | 1973年7月20日  | TP-2884    | 32              | B                | 恋のなぞなぞ                     | 山口あかり              | 平尾昌晃           | 竜崎孝路     |                                              |
| 14                   | 1973年10月20日 | TP-2930    | -               | A                | 風に乗って                       | 高木飛鳥                | 嶋田タカホ         | 嶋田タカホ   | テレビドラマ「ラブ・ラブ・ライバル」主題歌。 |
| 14                   | 1973年10月20日 | TP-2930    | -               | B                | 恋しているから                   | 高木飛鳥                | 嶋田タカホ         | 嶋田タカホ   | テレビドラマ「ラブ・ラブ・ライバル」挿入歌。 |
| 15                   | 1973年12月25日 | TP-2963    | 45              | A                | 恋するふたり                     | 山上路夫                | 平尾昌晃           | 北野ひろし   |                                              |
| 15                   | 1973年12月25日 | TP-2963    | 45              | B                | 今は泣かない                     | 山上路夫                | 平尾昌晃           | 北野ひろし   |                                              |
| 16                   | 1974年6月5日   | TP-20017   | -               | A                | 打ちあけられない                 | 高木飛鳥                | 高木麻早           | 穂口雄右     | テレビドラマ「にせもの御両親」主題歌。       |
| 16                   | 1974年6月5日   | TP-20017   | -               | B                | 涙と仲良しの私                   | 高木飛鳥                | 高木麻早           | 穂口雄右     | テレビドラマ「にせもの御両親」挿入歌。       |
| 17                   | 1974年11月5日  | TP-20072   | 67              | A                | 愛々時代                         | 阿久悠                  | 三木たかし         | 三木たかし   |                                              |
| 17                   | 1974年11月5日  | TP-20072   | 67              | B                | 海岸通りの喫茶店                 | 阿久悠                  | 三木たかし         | 三木たかし   |                                              |
| 18                   | 1975年3月5日   | TP-20112   | 66              | A                | 北上川                           | 阿久悠                  | 三木たかし         | 三木たかし   |                                              |
| 18                   | 1975年3月5日   | TP-20112   | 66              | B                | ディスク・ジョッキー             | 阿久悠                  | 三木たかし         | 三木たかし   |                                              |
| 19                   | 1976年4月20日  | TP-20260   | -               | A                | グッドラック・アンド・グッドバイ | 荒井由実                | 荒井由実           | 萩田光雄     |                                              |
| 19                   | 1976年4月20日  | TP-20260   | -               | B                | ハートを食べて                   | 荒井由実                | 荒井由実           | 萩田光雄     |                                              |
| 20                   | 1977年3月5日   | TP-10172   | -               | A                | 恋のマリオネット                 | 夏目三四郎              | 鈴木邦彦           | 直居隆雄     |                                              |
| 20                   | 1977年3月5日   | TP-10172   | -               | B                | 雨の誘惑                         | 夏目三四郎              | 鈴木邦彦           | 直居隆雄     |                                              |
| 21                   | 1977年7月20日  | TP-10274   | -               | A                | ハートは薔薇色                   | 千家和也                | 鈴木邦彦           | あかのたちお |                                              |
| 21                   | 1977年7月20日  | TP-10274   | -               | B                | ポケット一杯の愛を               | 千家和也                | 鈴木邦彦           | あかのたちお |                                              |
| 22                   | 1978年8月5日   | TP-10454   | -               | A                | ダンシング・レディ               | 岡崎友紀                | 鈴木邦彦           | 杉本喜代志   |                                              |
| 22                   | 1978年8月5日   | TP-10454   | -               | B                | フィーリング・ラブ               | 夏目三四郎              | 鈴木邦彦           |              |                                              |
| ワーナー・パイオニア |                |            |                 |                  |                                  |                         |                    |              |                                              |
| 23                   | 1980年6月25日  | K-32W      | 18              | A                | ドゥー・ユー・リメンバー・ミー   | 安井かずみ              | 加藤和彦           | 加藤和彦     |                                              |
| 23                   | 1980年6月25日  | K-32W      | 18              | B                | ジャマイカン・アンフェアー       | 安井かずみ              | 加藤和彦           | 加藤和彦     |                                              |
| 24                   | 1980年11月10日 | K-35W      | 99              | A                | メランコリー・キャフェ           | 安井かずみ              | 加藤和彦           | 加藤和彦     | オリビア・ハッセーのカバー                   |
| 24                   | 1980年11月10日 | K-35W      | 99              | B                | ウォッカ＆ツイスト               | 安井かずみ              | 加藤和彦           | 加藤和彦     |                                              |
| 25                   | 1981年6月25日  | K-1504W    | -               | A                | ラブ・ストーリー                 | 安井かずみ              | 加藤和彦           | 加藤和彦     |                                              |
| 25                   | 1981年6月25日  | K-1504W    | -               | B                | You Make Me Happy                | 安井かずみ              | 加藤和彦           | 加藤和彦     |                                              |
| 26                   | 1981年11月28日 | K-1511W    | -               | A                | S-O-O-N                          | 住野裕之                | 岩倉健二           | 岩倉健二     |                                              |
| 26                   | 1981年11月28日 | K-1511W    | -               | B                | Evening Glow                     | 岡崎友紀                | 住野裕之           |              |                                              |
| 27                   | 2002年7月17日  | 配信       | -               |                  | NEVER ALONE                      | 岡崎友紀                | 岩倉健二           |              |                                              |
| 28                   | 2009年2月18日  | TJCH-15231 |                 | 1                | 『永遠の誓い』                   | 岡崎友紀                | 加藤高道           |              |                                              |
| 28                   | 2009年2月18日  | TJCH-15231 | 2               | 急がば廻れよ人生 |                                  |                         |                    |              |                                              |

### アルバム
- 花びらの涙（TP-7450）（1970年10月5日）紙ジャケットCD化（2003年11月27日）、「雲と渚と青い海」とカップリングでCD化 (2013年11月13日)
- 雲と渚と青い海（TP-8092）（1971年6月1日）CD化（2005年4月20日）、「花びらの涙」とカップリングでCD化 (2013年11月13日)
- 友紀の青春　ニューフォークを歌う（1971年12月1日）
- 岡崎友紀／アルバム4（TP-8185）（1972年6月1日）
- 岡崎友紀／アルバム5（TP-8227）（1973年2月5日）
- 岡崎友紀／アルバム6（TP-8251）（1973年5月20日）
- 岡崎友紀／アルバム7（TP-9105）（1973年12月25日）
- 海岸通りの喫茶店（TP-72023）（1974年12月20日）
- ライブ！　岡崎友紀マイ･コンサート（1975年3月5日）
- 私の好きな歌（1975年10月5日）
- 明日のスケッチ（1976年5月3日発売）
- ミスター・ラブ　岡崎友紀スー・シフリンを唄う（1977年5月5日発売）
- ダンシング・レディ（1978年8月5日）
- Do You Remember Me（1980年11月28日）初CD化（1994年5月25日）、紙ジャケット仕様SHM-CD（2013年5月29日）
- So Many Friends（1981年）CD化（2004年12月15日）
- Feel At Ease（2002年8月15日）
- So Many Friends <Yellow Color Vinyl> アナログ盤（2023年8月5日）
- Now to Now（2023年11月29日）、神村紗希、小坂明子、宮下英一らの曲に岡崎自ら作詞した

### ベスト・アルバム
- ゴールデンディスクNo.1（1972年11月）
- ゴールデンディスクNo.2（1973年）
- ゴールデンディスク'75（1974年11月）
- 岡崎友紀全曲集（1976年9月）
- なんてったってアイドルポップ～しあわせの涙～（1993年）
- TWIN BEST（1997年3月19日）
- エッセンシャル・ベスト（2007年8月22日）
- 岡崎友紀 ベスト30（2001年8月22日）
- ゴールデン☆ベスト（2002年11月20日）
- なんたって18歳 岡崎友紀TVテーマ・コレクション（2014年1月29日）
- ゴールデン☆ベスト WARNER YEARS（2024年6月19日）

## 著作
- 「明日のスケッチ」（近代映画社）1973年、（集英社文庫）1977年
- 「続・明日のスケッチ」（近代映画社）1975年、（集英社文庫）1978年
- 写真集「ホエールソング―アラスカにザトウクジラの愛が泳ぐ」（新風舎）2003年
- なんたって70歳！ ー だから笑顔で生きる（興陽館）2024年